# Microcerella jujuyia
Microcerella jujuyia är en tvåvingeart som beskrevs av Thomas Pape 1990. Microcerella jujuyia ingår i släktet Microcerella och familjen köttflugor. Inga underarter finns listade i Catalogue of Life.